# Messe de réparation
Une messe de réparation est une messe célébrée selon le droit canonique selon un « rite pénitentiel » lorsqu’une « action gravement injurieuse » est commise dans un lieu sacré et que les fidèles y voient matière à « scandale ». L'ancien code canon de 1917, qui n’est plus appliqué, était à la fois plus précis et plus limitatif sur les circonstances le motivant : « Le délit d’homicide ; l’effusion de sang grave et injurieuse ; les usages impies ou sordides auxquels l’église a été affectée ; l’ensevelissement d’un infidèle ou d’un excommunié frappé par sentence déclaratoire ou condamnatoire. »

## Droit canonique
La messe de réparation est prescrite par le Code de droit canonique de 1983 dans le livre IV, troisième partie, titre I, canon 1211 : 

« Les  lieux sacrés sont profanés par des actions gravement injurieuses qui y sont commises au scandale des fidèles et qui, au jugement de l'Ordinaire du lieu, sont si graves et contraires à la sainteté du lieu qu'il ne soit pas permis d'y célébrer le culte tant que l'injure n'a pas été réparée par le rite pénitentiel prévu par les livres liturgiques. »

Le Code de droit canonique de 1917, en vigueur de 1918 à 1983, se montrait plus spécifique (livre III, partie II, section I, titre IX, canons 1172 et suivants) : 

« Une église est profanée par les actes énumérés ci-dessous, pourvu qu'ils soient certains, notoires et aient été posés dans l'église : 1° Le délit d'homicide ; 2° L'effusion de sang grave et injurieuse ; 3° Les usages impies ou sordides auxquels l'église a été affectée ; 4° L'ensevelissement d'un infidèle ou d'un excommunié frappé par sentence déclaratoire ou condamnatoire. Dans l'église profanée, avant qu'elle soit réconciliée, il est défendu de célébrer les offices, d'administrer les sacrements et d'ensevelir les morts. Si la profanation se produit pendant les offices divins, ceux-ci doivent cesser aussitôt ; si c'est avant le canon de la messe ou après la communion, la messe doit être interrompue ; autrement le prêtre doit poursuivre la messe jusqu'à la communion. L'église violée doit être réconciliée le plus tôt possible, selon les rites décrits dans les livres liturgiques approuvés. S'il y a doute que l'église soit violée, elle peut être réconciliée "par prudence". »

## Rituel
Sauf si la profanation est mineure, la cérémonie est présidée par l’évêque pour signifier que la profanation touche toute l’Église diocésaine et non la seule communauté locale. Le cérémonial des évêques détaille le rite pénitentiel : l’autel doit être dépouillé et les signes exprimant la joie retirés. La célébration débute par une procession ou par une entrée des célébrants de la sacristie jusqu’au chœur. Le célébrant bénit ensuite de l’eau et en asperge l’autel voire les murs de l’église à des fins de purification. Puis le célébrant choisit des lectures appropriées comme la messe « pour demander le pardon des péchés » ou celles du « Saint-Sacrement », si ce dernier a subi une grave profanation. La célébration de l’eucharistie est ensuite recommandée car elle permet de remettre l’église « en son état premier ». Le célébrant couvre alors l’autel et peut y ajouter des fleurs, alors que la nef est illuminée « comme pour les fêtes . »
La messe de réparation n'est jamais célébrée le dimanche, jour qui est réservé à l'Eucharistie. Dans ce cas, la messe dominicale est précédée par un « rite pénitentiel de réparation ».

## Exemples
Une messe de réparation est célébrée en mai 2013 après le suicide par balle du militant d’extrême droite Dominique Venner dans le chœur de la cathédrale Notre-Dame de Paris. Le recteur de Notre-Dame, Mgr Patrick Jacquin explique : « Ce n’est pas parce qu’il s’est suicidé que cela a constitué une profanation mais parce que le sang a coulé dans le chœur. Cela aurait été un geste criminel, il y aurait aussi eu profanation, même si le suicide la renforce car il porte atteinte à Dieu directement. » De même, une messe de réparation est célébrée après l’apposition de graffitis xénophobes ainsi que diverses dégradations dans la cathédrale Saint-Pierre-et-Saint-Paul à Nantes en juin 2013, et en novembre 2014 après l’irruption d’une Femen dans la cathédrale Notre-Dame de Strasbourg lors de la venue du pape François, ou encore en janvier 2016 après l’incendie volontaire de l’église Saint-Louis de Fontainebleau. 
La messe de réparation célébrée à Notre-Dame de Paris le 21 mai 2013, qui est célébrée très rapidement après les faits la motivant présidée par l'évêque auxiliaire de Paris Mgr Jérôme Beau, n’est pas publique contrairement à celle de l'église Saint-Étienne de Saint-Étienne-du-Rouvray célébrée le 2 octobre 2016 par l'évêque Mgr Dominique Lebrun entouré du curé de la paroisse Auguste Moanda-Phuati et du vicaire général du diocèse Philippe Maheut en présence de plusieurs centaines de fidèles et d'une délégation de la communauté musulmane de la ville, qui doit même être retransmise sur écran sur son parvis l'église étant d'une capacité réduite. La chapelle de la Famille missionnaire de Notre-Dame à Lyon était également comble de fidèles en présence du maire du 6e arrondissement et du recteur de la Grande mosquée de Lyon, lors de la messe de réparation célébrée une semaine après qu’une statue de la Vierge a été brisée au sol par trois individus ayant pris la fuite.